# Marie Tomášová
Marie Tomášová, née le 18 avril 1929 à Dobrovice (Tchécoslovaquie) et morte le 25 mai 2025 à Mělník (Tchéquie), est une actrice de théâtre et de cinéma, tchécoslovaque puis tchèque.

## Biographie
Marie Tomášová est née le 18 avril 1929 à Dobrovice. Malgré la pauvreté de sa famille, ses parents, passionnés de culture, l'initient à la littérature et à la musique. Elle n'entre au lycée qu'après la Seconde Guerre mondiale, puis étudie, dès 1948, le théâtre à la Faculté de théâtre de l'Académie des arts du spectacle de Prague (DAMU), dont elle sort diplômée en 1952. Elle commence sa carrière sur différentes scènes telles à Jihlava (1952-1953) et Pilsen (1953-1955), avant de se produire à Prague. Son jeu d'actrice, doux, captive rapidement le public et les metteurs en scène tchèques. De 1955 à 1969 , elle est membre de la troupe dramatique du Théâtre national de Prague. De 1965 à 1972, elle travaille aussi au Divadlo za branou de son mari, le metteur en scène Otomar Krejča. En 1968, Tomášová et son mari signent une pétition contre le régime communiste autoritaire en Tchécoslovaquie. Après la fermeture forcée du Divadlo za branou en 1972 pour des raisons politiques en raison de la Normalisation en cours, elle se retrouve sans engagement. À partir de 1973, elle travaille comme récitante au Théâtre Lyra Pragensis. Les années suivantes, elle est engagée par la maison de disques Supraphon.
Tomášová et Krejča se marient en 1986,.
En 1990, elle remonte sur scène au Théâtre Za Branou II, récemment inauguré. Sa carrière théâtrale prend fin avec la fermeture du théâtre en 1994.
Le 9 avril 1999, elle reçoit le titre de citoyenne d'honneur de Mladá Boleslav. En 2009, elle obtient le prix Thalia pour l'ensemble de sa carrière dans le théâtre.

## Théâtre national
| Saison    | Titre                                        | Rôle                     |
| --------- | -------------------------------------------- | ------------------------ |
| 1949/1950 | Strakonický dudák                            | Gulinari                 |
| 1951/1952 | Tvrdohlavá žena a zamilovaný školní mládenec | Terezka                  |
| 1951/1952 | Višňový sad                                  | Aňa                      |
| 1952/1953 | Naši furianti                                | Verunka                  |
| 1953/1954 | Ideální manžel                               | Mabel Chilternová        |
| 1954/1955 | Není nad vzdělanost                          | Marie Konstantinovna     |
| 1954/1955 | Vysoké letní nebe                            | Alenka                   |
| 1955/1956 | Ďábelský kruh                                | Gitta                    |
| 1955/1956 | Jiříkovo vidění                              | Kačenka                  |
| 1955/1956 | Otec                                         | Anna                     |
| 1955/1956 | Pacient sto třináct                          | Hanka Jancová            |
| 1956/1957 | Dundo Maroje                                 | Pera                     |
| 1956/1957 | Maryša                                       | Rozára                   |
| 1956/1957 | Podzimní zahrada                             | Sofie Tuckermanová       |
| 1956/1957 | Porážka                                      | Paulina                  |
| 1956/1957 | Zlatý kočár                                  | Marka                    |
| 1957/1958 | Král Lear                                    | Kordelie                 |
| 1957/1958 | Srpnová neděle                               | Zuzka                    |
| 1958/1959 | Návrat                                       | Alexa                    |
| 1958/1959 | Rodina Zykovových                            | Sťopka                   |
| 1958/1959 | Strakonický dudák                            | Dorotka                  |
| 1959/1960 | Drahomíra a její synové                      | Velena                   |
| 1959/1960 | Hamlet                                       | Ofelie                   |
| 1959/1960 | Jejich den                                   | Irena                    |
| 1959/1960 | Racek                                        | Nina Michajlovna Zarěčná |
| 1960/1961 | Křišťálová noc                               | Olga                     |
| 1960/1961 | Živá mrtvola                                 | Maša                     |
| 1961/1962 | Antigona a ti druzí                          | Anti                     |
| 1961/1962 | Král Lear                                    | Kordelie                 |
| 1961/1962 | Majitelé klíčů                               | Alena Nečasová           |
| 1962/1963 | Večer tříkrálový aneb Cokoli chcete          | Viola, Sebastiano        |
| 1962/1963 | Sen noci svatojánské                         | Helena                   |
| 1963/1964 | Dostigajev a ti druzí                        | Šura                     |
| 1963/1964 | Lucerna                                      | Kněžna                   |
| 1963/1964 | Osamění                                      | Kateřina                 |
| 1963/1964 | Romeo a Julie                                | Julie                    |
| 1964/1965 | Dnes ještě zapadá slunce nad Atlantidou      | Kleito                   |
| 1964/1965 | Konec masopustu                              | Marie                    |

Marie Tomášová a également participé à une soirée de gala en 1960 pour honorer le 60e anniversaire de la naissance de Vítězslav Nezval.

### Théâtre radiodiffusé
- 1955 : William Shakespeare, Veselé paničky windsorské (Les Joyeuses Commères de Windsor) : Anička, mise en scène de Josef Bezdíček (cs).

## Cinéma
- 1952 : Anna Proletářka : Anna
- 1954 : Jan Hus : Johanka
- 1955 : Jan Žižka : Johanka
- 1955 : Strakonický dudák (cs) : Dorotka Trnková
- 1957 : Váhavý střelec : Eva
- 1957 : Zářijové noci : Zábranová
- 1958 : Morálka paní Dulské : la servante Hanka Piątowská
- 1959 : Dům na Ořechovce : Eva Junková
- 1959 : První parta : Adamová
- 1959 : Taková láska : l'étudiante Lída Matysová
- 1960 : Policejní hodina : Růžena, la femme de Frant
- 1961 : Smrt na cukrovém ostrově : Kateřina Kadlecová
- 1962 : Zelené obzory : Marta Cimlerová, institutrice du village
- 1963 : Výhybka : Hana
- 1964 : Povídky o dětech (2e partie) : la mère
- 1964 : Skok do tmy : Zdena Kalábová
- 1965 : Samota (téléfilm) : Áda, la femme de Václav
- 1967 : Marketa Lazarová : une prieuse (doublage de la voix de Karly Chadimové)
- 1967 : Čtyři v kruhu : Jitka, la belle-sœur de Michal
- 1982 : Poslední vlak : la directrice de l'orphelinat
- 1990 : Čarodějky z předměstí : tante Ema
- 1998 : Minulost
- 1999 : Jistota (téléfilm) : la grand-mère